# Motivan2
Motivan2 es el tercer álbum de estudio del dúo puertorriqueño Zion & Lennox. Fue lanzado al mercado por Warner Music Latina el 30 de septiembre de 2016 y en preventas en línea unas semanas antes. El álbum cuenta con 18 canciones, con colaboraciones de artistas del reguetón como Don Omar, Daddy Yankee, Farruko, entre otros; además de la participación del cantante de R&B norteamericano, R. Kelly. Dentro del álbum, tanto Zion como Lennox poseen una canción como “solista”.
Como promoción del álbum, Zion & Lennox anunciaron la realización de un concierto masivo en el Coliseo de Puerto Rico José Miguel Agrelot que fue realizado el 4 de febrero de 2017, además de una extendida gira de promoción en Estados Unidos, Chile, Argentina, Colombia y otros países de Sudamérica y Europa.

## Antecedentes

### Nueva compañía y sencillos
En julio de 2013, Zion & Lennox hicieron una presentación en el evento Dragmania en Orlando (como parte del grupo colaborativo La fórmula), en el cual Zion tuvo un altercado con Rafael “Raphy” Pina, CEO de la compañía Pina Records, con el cantante sufriendo moretones e hinchazón en su pómulo tras recibir un golpe por parte de Pina. Esto desencadenó en un juicio por $2.6 millones por incumplimiento de contrato, incongruencia en salarios y administración, daños, entre otros. Posterior a este incidente, Zion & Lennox crearon su propia compañía independiente, llamada Baby Records Inc., publicando el sencillo promocional «La Botella» en octubre, teniendo algunas presentaciones en República Dominicana y Miami. Con la publicación del sencillo también comentaron que el título de su próximo álbum sería Motivan2.
Debido a la demanda hacia su antiguo sello discográfico, este sencillo sería desechado e incluido posteriormente en su mixtape de 2014, Los Diamantes Negros. Durante los años siguientes, realizaron giras donde promocionaron múltiples sencillos como «La Botella», «Solo tú» (incluido en la compilación Sentimiento de un Artista), y en especial «Pierdo la cabeza», que se alzaba como sencillo líder, recibiendo nominaciones para Premios Lo Nuestro y los Premios Billboard de la música latina. Este sencillo fue considerado como el «renacer» para la carrera musical del dúo.

### Contratación con Warner Music Latina y premios
A mediados de 2015 se daban los primeros indicios oficiales del siguiente sencillo, titulado «Embriágame», publicando una versión acapella en su canal oficial de YouTube, pero su lanzamiento fue truncado por un accidente automovilístico que sufrió Zion el 16 de agosto. Con el accidente también fueron cancelados los planes originales de publicar el álbum en ese verano. Durante el período de tiempo en donde Zion tuvo su accidente y posterior recuperación, siendo agentes libres, Warner Music Latina les ofreció un contrato laboral, que concretó oficialmente en diciembre de 2015, anunciando la publicación del álbum para el verano siguiente. En abril se coronaron como “Mejor dúo latino urbano” en los Premios Billboard Latinos en la categoría Canciones Latin Rhythm. El álbum fue considerado como uno de los cinco discos urbanos latinos más esperados de 2016, según la revista UMOMAG.

## Contenido

### Enfoque lírico

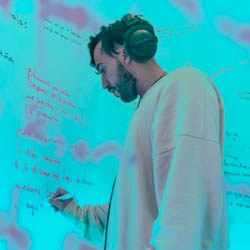
René David Cano «Bull Nene», parte del equipo de trabajo de Balvin, quién formó parte de la composición de «Otra vez».

En varias entrevistas, Zion & Lennox reforzaban la idea de que “el reggaetón es música popular, casi es pop”. Según ellos, parte de esta nueva era del género es cambiar el enfoque, “Hay que ser responsable a la hora de hacer música y hacer canciones para que todas las edades puedan disfrutar”. Además hicieron énfasis en como se utiliza el contenido sexual en las líricas, diciendo “[...] podemos hacer música jocosa, bailable, sexy y sensual, sin ser vulgar”; además de comentar que el planteamiento del álbum es tener variedad en cada tema: “para las masas, la discoteca y un público más maduro”.

### Impacto mediático
También comentaron acerca de la oleada de la música Trap en español, y en especial en Puerto Rico “[...] Es muy fuerte y explícito en su contenido, como fue en un principio el reguetón, que ya se limpió ahora”, además destacando que en el álbum hay temas con toques de este estilo, comentando Zion “Yo ya he hecho dos [temas], pero con mi estilo, sin hacerlo tan fuerte”. También destacaron el retorno del reguetón dentro del mercado musical masivo, causado por la aparición de J Balvin en la escena musical internacional, además de una oleada de colaboraciones entre artistas hispanohablantes, como Shakira, Ricky Martin o Enrique Iglesias, que progresivamente se unieron al ámbito urbano con toques de reguetón; cómo resultado de esto, salieron colaboraciones como «Desde esa noche» de Thalía con Maluma, o «Andas en mi cabeza» del dúo Chino & Nacho con Daddy Yankee, del cual se dan comentarios positivos acerca de las letras más románticas y menos sexualizadas.

### Producción del álbum
Acerca de las canciones en Motivan2, destacan la colaboración «El tiempo» con el cantante estadounidense R. Kelly por ser la canción más distinta de todo el álbum, debido a la mezcla de ritmos tropicales con bases similares al R&B. La colaboración fue anunciada por el dúo en mayo, durante una entrevista con People en Español. También comentaron que su idea base para ese featuring era poder darle un toque spanglish, de manera que pudiera tener mayor proyección en el mercado americano e internacional. Compararon este enfoque a otras canciones con repercusiones comerciales similares, como «Bailando» de Enrique Iglesias o «Danza Kuduro» de Don Omar y Lucenzo, que lograron éxito dentro de varios países de Europa.
El dúo afirma que habían planeado publicar el álbum en 2014, pero mencionan que no fue hasta mitad de 2015 e inicios de 2016 que pudieron terminar el álbum, llamando a Chris Jeday y Yazid Rivera, uno de sus productores previos, en la composición y producción de múltiples canciones. Mientras la mayoría de la grabación estuvo a cargo en Miami, ocurrieron casos como la presencia de Daddy Yankee en la ciudad para grabar «Cierra los ojos», mientras que en otras colaboraciones como la de Maluma, fue grabada en Colombia, y la de Farruko fue grabada en un hotel mientras acompañaba a Don Omar en su gira europea.
Uno de los planes originales era incluir un par de canciones como solistas en el álbum, mientras buscaban colaboraciones. Dentro del álbum, Zion interpreta «Me voy», mientras que Lennox canta «Prende en fuego», esta última fue descrito por críticos como un dancehall frenético. En el caso de «Me voy», fue creada como una continuación de «Te vas», del álbum solista de Zion, The Perfect Melody (2007). El cantante describe la canción como un latin beep y con un ritmo más alejado del reguetón.
Acerca de la creación de «Otra vez» y su posterior vídeo musical, destacan el factor de que tiene colores brillantes, el enfoque más alejado de enfocar a las modelos en el aspecto sexual y la técnica de dirección puesta en escena, considerado por el dúo como algo diferente a los vídeos más convencionales dentro del reguetón. El vídeo musical fue grabado en mayo en la ciudad de Miami, siendo dirigido por Mike Ho.
En una entrevista, comentaron que no consideran a Motivan2 como una continuación de Motivando a la Yal, pero sí lo observan como una manera de conectar con sus raíces, destacando el juego de palabras, “es como decir: Zion y Lennox otra vez de vuelta”.

## Recepción

### Crítica
Según Thom Jurek, editor de AllMusic, comenta que el dúo “entrega un álbum estudiado con estrellas, un esfuerzo cargado con diversidad y las apariciones especiales de talento grande”. El editor destacó el hecho que el disco tuviera 18 temas sin que hubiera una canción que "rellene" en el álbum, y concluyendo con “[...] este álbum utiliza su núcleo de sonido en un arcoíris de estilos que revelan no sólo porqué el reggaetón sigue siendo relevante en el siglo 21, sino que ofrece la prueba de una evolución que puede señalar su próxima encarnación”.

### Comercial

Con la publicación de Motivan2, este se volvió su primer álbum certificado en Estados Unidos.

En el aspecto comercial, el álbum debutó dentro del top ten en varios países como Puerto Rico, Estados Unidos, Chile, Colombia (número uno); Perú (número dos); Argentina (número cinco), entre otros. En Estados Unidos, el álbum logró vender 3 000 copias en su primera semana, según registros de Nielsen Music, liderando la lista musical Top Latin Albums de Billboard en su debut, siendo la primera vez para el dúo. Sus lanzamientos previos, Motivando a la Yal (2004) alcanzó a la posición 32, mientras que su edición especial al año siguiente y su segundo álbum de estudio, Los verdaderos (2010), lograron la décima posición. Además de su liderazgo en los Top Latin, también debutó como número uno en otra lista de Billboard, Latin Rhythm Albums.
En el caso del sencillo «Otra Vez» junto a Balvin les significó un éxito desmesurado en distintas plataformas, específicamente YouTube, en donde superaron el billón de visitas en 2020, además de recibir 5× disco de platino en España, 3× platino en Colombia y Chile, 2× platino en Argentina y México, recibiendo disco de diamante en este último país.

### Reconocimientos
| Publicación | Reconocimiento                               | Año  | Posición |
| ----------- | -------------------------------------------- | ---- | -------- |
| Shock       | Los mejores discos latinoamericanos del 2016 | 2016 | 8        |

## Promoción

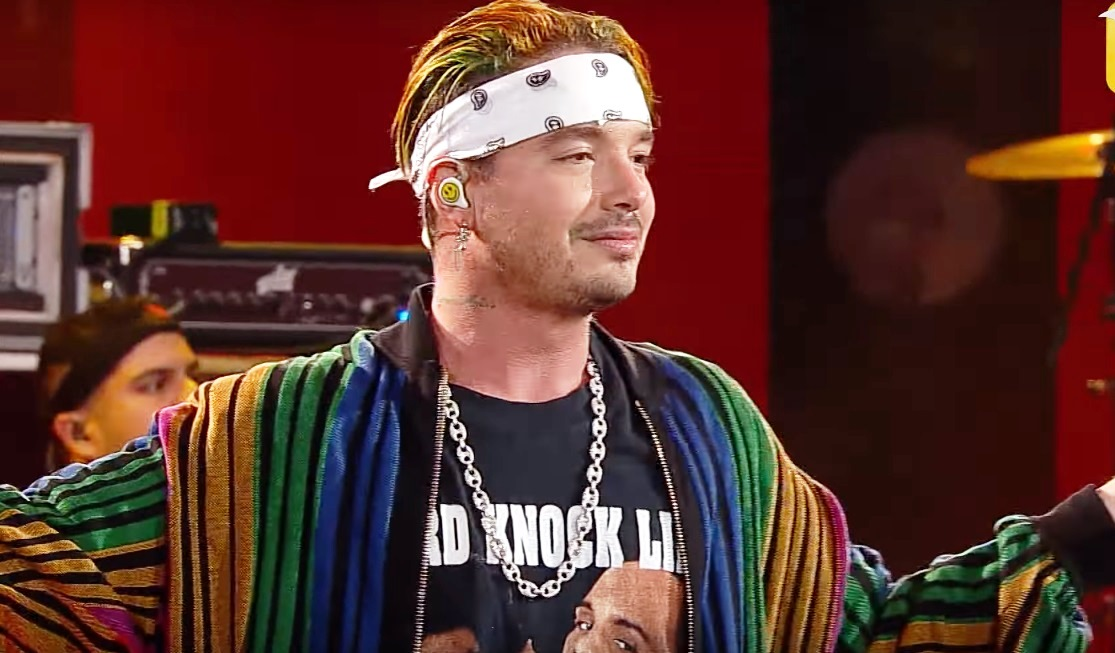
J Balvin durante su presentación en la LVIII Festival Internacional de la Canción de Viña del Mar interpretó «Otra vez», una de las canciones más representativas tanto en las carreras del dúo como del cantante.

Con el estreno oficial, el dúo presentó el álbum en el programa Un nuevo día de Telemundo, hablando de las canciones y planes futuros. Además, las primeras ediciones en físico del álbum venían con una carcasa roja, sólo para quienes realizaron la preventa o hicieron las primeras compras oficiales. Una gira global en promoción incluyó funciones en Estados Unidos, América Latina, el Caribe y Europa.

### Actuaciones en vivo
Coincidiendo con la salida del primer sencillo del álbum, se presentaron durante la premiación de la vigésima octava edición de los Premio Lo Nuestro, en donde interpretaron un medley de los temas «Embriágame» y «Pierdo la Cabeza», en el cual también estuvieron presente Yandel y Farruko. Otra presentación importante fue en los Billboard Latinos, durante un segmento con la participación de Nicky Jam, la cual les permitió tener mayor audiencia. Como parte del tour promocional, realizaron múltiples conciertos por casi dos años, con la presentación en la LIX Festival Internacional de la Canción de Viña del Mar como uno de los últimos conciertos masivos en torno al álbum, estrenando un nuevo sencillo, «La player (Bandolera)», para un futuro álbum de estudio.

### Sencillos
- El primer sencillo oficial, «Embriágame», se publicó el 5 de febrero de 2016.[60][61] Según palabras del dúo, el proceso de composición tomó más de 2 años, causando que fuera puesto en pausa con el fin de posicionar «Pierdo la cabeza»; a su retorno en el estudio, fue cambiado el ritmo y se usaron acoplados acústicos junto al ritmo del dembow y algunos sonidos electrónicos de complemento.[62] Un vídeo musical fue publicado a fin de mes, producido por Jessy Terrero y dirigido por Mike Ho; siendo grabado en la ciudad de Los Ángeles.[63][64] La canción alcanzó la posición 11 en la categoría Hot Latin Songs,[65] y la tercera posición en los Latin Rhythm Airplay.[66] Como promoción, se publicó una remezcla en julio, como invitado aparece el cantante Don Omar.[67]

- El segundo sencillo, «Otra Vez», cuenta con la participación del artista colombiano J Balvin. Este sencillo fue anunciado en marzo,[68] con una publicación previa a fines de julio, y de manera mundial el 5 de agosto junto a un vídeo musical.[5][69] Antes de su lanzamiento oficial, el propio Balvin compartió extractos del tema para causar mayor difusión a través de redes sociales.[70] El sencillo consiguió incluso más rotativa que Embriágame, posicionándose como uno de los temas más populares en 2016 tanto en radios como también Spotify,[68][71] además de recibir triple disco de platino.[47] La canción alcanzó la quinta posición en la categoría Hot Latin Songs[72] y la primera posición en los Latin Rhythm Airplay.[73] Una remezcla con la cantante brasileña Ludmilla fue publicado en marzo de 2017 en servicios de streaming.[74]

- El tercer sencillo oficial, «Mi Tesoro», cuenta con la participación del cantante Nicky Jam. Fue publicado el 7 de abril de 2017 a través de páginas de descargas oficiales y de streaming.[75] Como promoción, se publicó un vídeo lyric el 12 de abril,[76] mientras que la producción de un videoclip comenzó a mediados de abril,[77] siendo publicado de manera oficial el 30 de junio.[78] La canción escaló varias posiciones en listas musicales, en especial en la categoría Hot Latin Songs, alcanzando la posición 26.[79]

- Otro sencillo promocional, «El Tiempo», junto al cantante R. Kelly, fue liberado a partir del 21 de julio de 2017.[80] Originalmente, iba a ser el cuarto sencillo desprendido junto a un vídeo musical grabado en Estados Unidos,[81] pero fue cancelado luego de los escándalos del cantante estadounidense que salieron a la luz.[82]

### Otros temas destacados
- A pesar de no poseer promoción, la canción «Tuyo y mío» alcanzó la posición 36 en la categoría Latin Pop Airplay de Billboard en 2017.[83]

## Lista de canciones
Todas las canciones escritas y compuestas por Zion & Lennox, excepto en donde se indique. 
| N.º | Título                                      | Escritor(es) | Productor(es)             | Duración  |  |
| 1.  | «Embriágame»                                | Carlos E. Ortiz · Luis E. Ortiz · Juan G. Rivera · Yazid Rivera · Eduardo A. Vargas Berrios                        | Chris Jeday · Wichi       | 3:39      |  |
| 2.  | «Bailando tú y yo»                          | Gabriel A. Cruz Padilla · Yoel Damas                                                                               | DJ Urba & Rome            | 4:26      |  |
| 3.  | «Mi tesoro» (con Nicky Jam)                 | Nick Rivera Caminero · Carlos E. Ortiz · Luis E. Ortiz · Juan G. Rivera                                            | Chris Jeday · Wichi       | 4:06      |  |
| 4.  | «Tuyo y mío»                                | José Cruz · Nelson Díaz · Roberto Martínez · Cristopher Brian Montalvo · Freddy Montalvo                           | Onell Flow                | 3:32      |  |
| 5.  | «La niña» (con Plan B)                      | Henry A. Moreno Castillo · Egbert Rosa · Orlando J. Valle Vega · Edwin Vázquez Vega                                | Haze                      | 4:21      |  |
| 6.  | «Ni un minuto más»                          | Vladimir Félix · Carlos E. Ortiz · Luis E. Ortiz · Yazid Rivera · Edward M. Veras                                  | Chris Jeday · Wichi       | 3:39      |  |
| 7.  | «Otra vez» (con J Balvin)                   | Rene David Cano Ríos · José A. Osorio Balvin · Alejandro Ramírez Suárez                                            | Sky                       | 3:29      |  |
| 8.  | «Reggae Reggae»                             | Víctor E. Delgado · Yazid Rivera · Eduardo A. Vargas Berrios                                                       | Predikador                | 3:20      |  |
| 9.  | «Que bien se siente» (con Farruko)          | Carlos E. Reyes Rosado · Víctor Viera Moore                                                                        | Jumbo                     | 4:43      |  |
| 10. | «El tiempo» (con R. Kelly)                  | Ramón Casillas · Robert Sylvester Kelly · Alfonso Ordóñez                                                          | Alfonso Ordóñez · O'Neill | 4:01      |  |
| 11. | «Me voy» (Interpretado por Zion)            | Gabriel A. Cruz Padilla · Yoel Damas · Urbani Mota · Luis J. Romero                                                | DJ Urba & Rome            | 4:49      |  |
| 12. | «Cierra los ojos» (con Daddy Yankee)        | Ramón Luis Ayala Rodríguez · Carlos E. Ortiz · Luis E. Ortiz · José Torres                                         | Chris Jeday · Wichi       | 4:43      |  |
| 13. | «Dame tu amor»                              | Robin Méndez · Luis E. Ortiz · Juan G. Rivera · Eduardo A. Vargas Berrios                                          | Chris Jeday · Wichi       | 3:23      |  |
| 14. | «Nuestro amor» (con Maluma)                 | Juan Luis Londoño · Henry A. Moreno Castillo                                                                       | DJ Urba & Rome            | 3:44      |  |
| 15. | «Una nota»                                  | Francisco Collazo Cassiano · Ruben Cruz · Alberto Lozada · Henry A. Moreno Castillo                                | Montana · FrankFussion    | 4:07      |  |
| 16. | «Prende en fuego» (Interpretado por Lennox) | Víctor Viera Moore · Juan G. Rivera · Yazid Rivera                                                                 | Jumbo · Gaby Music        | 3:37      |  |
| 17. | «Se puso feo»                               | Gabriel A. Cruz Padilla · Yoel Damas · Urbani Mota · Luis J. Romero                                                | DJ Urba & Rome            | 3:16      |  |
| 18. | «Embriágame (Remix)» (con Don Omar)         | William Omar Landron · Carlos E. Ortiz · Luis E. Ortiz · Juan G. Rivera · Yazid Rivera · Eduardo A. Vargas Berrios | Chris Jeday · Wichi       | 4:47 3:50 |  |

## Créditos y personal
Adaptado desde AllMusic.
- Félix Ortiz Torres – Voz principal (excepto 16), compositor, productor ejecutivo.
- Gabriel Pizarro – Voz principal (excepto 11), compositor, productor ejecutivo.
- Carlos R. Pérez – Diseño, concepto, director creativo.
- Martin Betz – Fotografía.
- Michael “Mike” Fuller – Masterización.
- Roberto Vázquez (Earcandy) – Ingeniero de grabación, mezcla, compositor.
- Juan G. Rivera Vázquez (Gaby Music) – Compositor (1, 13, 16, 18), mezcla, ingeniero de grabación, productor.
- Eduardo A. Vargas Berrios (Dynell) – Compositor (1, 8, 13, 18).
- Carlos E. Ortiz Rivera (Chris Jeday) – Compositor, productor (1, 3, 7, 12, 18).
- Luis E. Ortiz Rivera (Wichi) – Compositor, productor (1, 3, 7, 12, 13, 18).
- Yazid Rivera – Compositor (1, 6, 8, 16, 18), coproducción.
- Yoel Damas – Compositor (2, 11, 17).
- Gabriel A. Cruz Padilla (Wise) – Compositor (2, 11, 17).
- Nick Rivera Caminero – Artista invitado, compositor (3).
- Freddy Montalvo, José Cruz (Neo Nazza) – Composición (4).
- Nelson «Onell» Díaz – Compositor, productor (4).
- Christopher «Bryan» Montalvo (La Mente del Equipo) – Compositor, mezcla (4).
- Roberto Martínez Lebrón (Revol) – A&R, compositor (4).
- Orlando J. Valle Vega (Chencho) – Artista invitado, compositor (5).
- Edwin Vázquez Vega (Maldy) – Artista invitado, compositor (5).
- Egbert “Haze” Rosa – Compositor, productor (5).
- Henry A. Moreno Castillo (JP El Sínico) – Compositor (5, 14, 15).
- Vladimir Félix (DJ Blass) – Compositor (6).
- Edward M. Veras – Compositor (6).
- José A. Osorio Balvin – Artista invitado, compositor (7).
- René David Cano Ríos (Bull Nene) – Compositor (7).
- Alejandro Ramírez Suárez (Sky) – Compositor, productor (7).
- Carlos Patiño (Mosty) – Ingeniero de grabación (7).
- Víctor Edmundo Delgado (Predikador) – Compositor, productor (8).
- Víctor Viera Moore (Jumbo) – Compositor, productor (9, 16).
- Carlos E. Reyes Rosado – Artista invitado, compositor (9).
- Robert S. Kelly – Artista invitado, compositor (10).
- Ramón «Ray» Casillas – Compositor, ingeniero de grabación (10).
- Alfonso Ordóñez – Compositor, productor, ingeniero (10).
- Luis O'Neill Laureano – Productor (10).
- Urbani Mota, Luis J. Romero – Composición (11, 17), productor (2, 11, 14, 17).
- Ramón Luis Ayala Rodríguez — Artista invitado, compositor (12).
- José Ángel “Gocho” Torres – Compositor (12).
- Robin Méndez – Compositor (13).
- Juan Luis Londoño – Artista invitado, compositor (14).
- Francisco Collazo Cassiano (FrankFussion) – Compositor, productor (15).
- Ruben Cruz – Compositor (15).
- Alberto Lozada (Montana) – Compositor, productor (15).
- William Omar Landrón – Artista invitado, compositor (18).

## Posicionamiento en listas
| Listas (2016)                        | Mejor posición |
| ------------------------------------ | -------------- |
| Estados Unidos (Billboard 200)       | 155            |
| Estados Unidos (Latin Rhythm Albums) | 1              |
| Estados Unidos (Top Latin Albums)    | 1              |
| Estados Unidos (Top Album Sales)     | 90             |
| Estados Unidos (Top Current Albums)  | 82             |

| Listas (2017)                        | Mejor posición |
| ------------------------------------ | -------------- |
| Estados Unidos (Latin Rhythm Albums) | 4              |
| Estados Unidos (Top Latin Albums)    | 20             |

| Listas (2018)                        | Mejor posición |
| ------------------------------------ | -------------- |
| Estados Unidos (Latin Rhythm Albums) | 10             |
| Estados Unidos (Top Latin Albums)    | 40             |

| Lista (2016)                         | Posición |
| ------------------------------------ | -------- |
| Estados Unidos (Latin Rhythm Albums) | 11       |
| Estados Unidos (Top Latin Albums)    | 73       |

| Lista (2017)                         | Posición |
| ------------------------------------ | -------- |
| Estados Unidos (Latin Rhythm Albums) | 7        |
| Estados Unidos (Top Latin Albums)    | 19       |
| España (Top 100 Streaming Anual)     | 98       |

| Lista (2018)                         | Posición |
| ------------------------------------ | -------- |
| Estados Unidos (Latin Rhythm Albums) | 17       |
| Estados Unidos (Top Latin Albums)    | 57       |

## Certificaciones
| País (Certificador) | Certificación   | Ventas certificadas |
| --- | --------------- | ------------------- |
| Colombia (ASINCOL) | Platino         | 20 000^             |
| Estados Unidos (RIAA) | Platino (Latin) | 60 000*             |
| México (AMPROFON) | Oro             | 30 000              |
| *cifras de ventas basadas únicamente en la certificación ^cifras de envíos basadas únicamente en la certificación xcifras no especificadas basadas únicamente en la certificación |                 |                     |

## Premios y nominaciones
| Año  | Premios                               | Categoría                         | Resultado |
| ---- | ------------------------------------- | --------------------------------- | --------- |
| 2016 | Latin Music Italian Awards            | Best Latin Male Album of The Year | Nominado  |
| 2017 | Premios Latin American Music          | Álbum favorito - Urbano           | Nominado  |
| 2018 | Premios Billboard de la música latina | Álbum Latin Rhythm del Año        | Nominado  |